# التون مانجوما
التون ستيرس مانجوما (بالإنجليزية: Elton Mangoma) هو سياسي زيمبابوي، ووزير سابق للتخطيط الاقتصادي وتشجيع الاستثمار. بعد الانتخابات العامة في زيمبابوي عام 2018، لم يعد عضواً في مجلس النواب. وهو يشغل حاليا منصب رئيس ائتلاف الديمقراطيين.

## الحياة السياسية
وكان مانجوما مسؤولا كبيرا في حركة التغيير الديمقراطي التي يتزعمها مورغان تسفانغيراي، وكان أحد الأعضاء المؤسسين للحزب في عام 1999. قبل إطلاق حياته السياسية، كان مدير العديد من الشركات بما في ذلك ديلويت وتوش وشركة دلتا.
انتخاب الأعضاء في البرلمان
وفي عام 2008، أصبح مانغوما مرشح الحركة من أجل التغيير الديمقراطي عن دائرة ماكوني الشمالية. وانتخب بعد ذلك في 29 آذار/مارس في الانتخابات العامة لعام 2008.
وزير التخطيط الاقتصادي وتشجيع الاستثمار
وفي أعقاب المفاوضات السياسية التي جرت في الفترة 2008-2009، تم التوصل إلى اتفاق لتقاسم السلطة بين الاتحاد الوطني الأفريقي الزيمبابوي - الجبهة الوطنية بقيادة الرئيس روبرت موغابي آنذاك وحركة التغيير الديمقراطي - تسفانغيراي. ويرجع ذلك إلى خسارة الأولين للأغلبية في مجلس النواب. وبموجب الاتفاق أصبح تسفانجيراى رئيسا للوزراء واشرك أعضاء حزبه في حكومة موجابى. ونتيجة لذلك، تم تعيين مانغوما لقيادة وزارة التخطيط الاقتصادي وتشجيع الاستثمار.
ديموقراطيون التجديد في زيمبابوي
في عام 2015، ترك مانجوما حركة التغيير الديمقراطي - تسفانغيراي وأصبح رئيس الديمقراطيين التجديد في زيمبابوي (RDZ).
الانتخابات العامة لعام 2018
في عام 2017، شكلت مجموعة من الأحزاب السياسية (بما في ذلك الجبهة الثورية للأحرار) كتلة انتخابية تحت اسم ائتلاف الديمقراطيين (CODE). وفي وقت لاحق، انتخبت المجموعة مانغوما رئيساً لها في 20 تشرين الأول/أكتوبر من ذلك العام. [1] كرئيس للكتلة، ترشح مانجوما كمرشح رئاسي خلال حملة الانتخابات العامة لعام 2018. وبما أنه كان مرشحاً للرئاسة، لم يتمكن مانغوما من الترشح لإعادة انتخابه في مجلس النواب عن دائرته الانتخابية.

## مناصب أخرى
قبل حياته السياسية، كان مانجوما محاسباً وشغل مناصب داخل شركات مختلفة منها:
- نائب المدير العام لشركة ديلويت وتوش (1978-1982)

- نائب المدير العام لمؤسسة التمويل الزراعي (1982-1983)

- المدير المالي لشركة كولجيت بالموليف (1982-1987)

- المدير المالي لشركة دلتا (1987)

- مدير مالي لمجموعة شركة دلتا (1987-1992)

- المدير المالي لمصنعات Chibuku للبيرونات (1989-1991)

- رئيس معهد المحاسبين القانونيين في زمبابوي (1990)

- المدير العام لمصنعي تشيبوكو للبيرات (1991-1992)

- مستشار إداري لشركة Hunyani Holdings Ltd (1992-1994)

- رئيس المجلس الوطني للإنماء والإعمار (1995)

- شريك في الاستشارات الإدارية، كودنغا وشركاه (1995-1999)

- المدير الإداري للتميز المؤسسي (2000 حتى الآن)